# Ластри, Марко
Марко Ластри (итал. Marco Lastri ; 6 марта 1731, Флоренция — 24 декабря 1811, Ластра-а-Синья, Тоскана) — итальянский священник, писатель-эрудит, просветитель, литературный критик, переводчик и экономист, работавший во Флоренции, регион Тоскана. Учёный, которого отличала культурная эклектика: он работал с большим количеством литературных и научных жанров: биография, демография, политическая экономия, ботаника, сельское хозяйство.

## Биография
Марко родился в квартале Санта-Кроче, Флоренция, в небогатой семье. Его образование обещало церковную карьеру. В течение девяти лет он учился в Евгенианском коллегиуме (Collegio Eugeniano) при флорентийском Соборе. Став священником, он посещал семинарию епархии, где познакомился с коллегой-учёным Джованни Марией Лампреди, будущим профессором Пизанского университета канонического и общественного права. В 1756 году Марко Ластри получил учёную степень в Collegio Teologico dello Studio Fiorentino. В том же году опубликовал эпиталамические («свадебные») сонеты, посвященные свадьбе Дж. Дини и маркизы Терезы Джерини.
В 1759 году ему была предоставлена должность в Pieve dei San Giovanni e Lorenzo в Синье, и он продолжил работу в их архивах: Memorie appartenenti alla vita ed alculto della Beata Giovanna da Signa (1761). С прибытием великих герцогов Габсбургов-Лотарингских Ластри под их покровительством присоединился к большой академической многотомной работе по восхвалению известных тосканцев. В 1769 году началась подготовка к публикации серии биографий выдающихся мастеров живописи, скульптуры и архитектуры «с их похвалами и портретами», выгравированными на меди в двенадцати томах: «Серия самых выдающихся людей в живописи, скульптуре и архитектуре с их панегириками и портретами, выгравированными на меди, начиная с первой реставрации до наших дней» (Serie degli uomini i più illustri nella pittura, scultura, e architettura con i loro elogi, e ritratti incisi in rame cominciando dalla sua prima restaurazione fino ai tempi presenti). Ластри, в частности, написал биографию Никколо Макиавелли. Он также опубликовал критику современного писателя Джованни Лами (1697—1770), основателя Novelle Letterarie.
В 1772 году Ластри вернулся на церковную должность во Флоренции при соборе Санта-Мария-дель-Фьоре. Он был членом многих академий: с 1770 года Академии Георгофилов (Accademia dei Georgofili), а также Accademia della Crusca (итальянского языкознания и филологии) и Сельскохозяйственной академии (Accademia dell’Agricoltura) в Падуе в 1773 году. Сельскохозяйственные науки оставались для него интересом в течение многих лет. В 1774 году он опубликовал пользующуюся успехом работу по агрономическим теориям и экономике Европы.
В 1776 году он опубликовал шеститомный сборник наблюдений за культурными памятниками и зданиями Флоренции, который стал путеводителем для искушенных иностранных путешественников. Работа под названием «Флорентийский обозреватель построек своей родины» (L’Osservatore fiorentino sugli edifizj della sua patria) с помощью Джузеппе дель Россо продолжала публиковаться в течение нескольких десятилетий.
В 1781 году Марко Ластри вызвал неудовольствие великого князя Пьетро Леопольдо за публикацию некоторых сатирических комментариев в газете, издаваемой Джованни Аллегрини. Его энтузиазм к писательству никогда не уменьшался, Ластри писал на самые разные темы, такие как культура и экономика. В XIX веке он продолжал публиковать работы на сельскохозяйственную тематику, переводы и религиозные произведения.

## Основные труды
- Похвалы выдающимся тосканским мужчинам (Elogi degli uomini illustri toscani), 1763
- Флорентийский обозреватель построек своей родины (Osservatore fiorentino sugli edifizj della sua patria), 1776
- Правила для владельцев ферм по отношению к крестьянам в свою пользу и в их пользу, с извещениями к ним же об их здоровье… (Regole per i padroni dei poderi verso i contadini per proprio vantaggio e di loro, con dei Avvisi ai medesimi sulla loro salute), 1793
- Календарь землекопа, в котором описаны ежемесячные хлопоты землекопа, написанные Ластри: трактат, необходимый для каждого в их деревне, кто хочет извлечь выгоду из этой богатой отрасли промышленности, в которой всё рассматривается широко, особенно в том, что касается шерсти (Calendario del pecorajo nel quale restano descritte le faccende mensuali del pecorajo scritto dal proposto Lastri: trattato necessario a chiunque nelle loro campagne vuol trar profitto da questo ricco ramo d’industria nel quale tutto è trattato diffusamente specialmente in ciò che riguarda le Lane), 1793
- Календарь пастуха, в котором описаны ежемесячные обязанности пастуха, написанный Ластри: трактат, необходимый для всех в сельской местности, кто хочет получить прибыль от этой богатой отрасли промышленности, в которой всё рассматривается широко особенно в том, что касается шерсти (Calendario del pecorajo nel quale restano descritte le faccende mensuali del pecorajo scritto dal proposto Lastri: trattato necessario a chiunque nelle loro campagne vuol trar profitto da questo ricco ramo d’industria nel quale tutto è trattato diffusamente specialmente in ciò che riguarda le Lane), 1793
- Календарь мелиорации, в котором описаны ежемесячные хлопоты рабочего по осушению болот, опубликованный Ластри в очень полезном буклете, который учит истинному способу изготовления семени и другим хлопотам вплоть до сушки и хранения зерна (Calendario del maremmano nel quale restano descritte le faccende mensuali del lavoratore maremmano pubblicato dal proposto Lastri libretto utilissimo, che insegna la vera maniera di far la sementa, e le altre faccende sino alla tiratura e riponitura de’grani), 1793
- Календарь производителя каштанов, в котором описаны ежемесячные обязанности производителя каштанов. Написанное Ластри очень полезное описание, указывающее на единственный способ размножить такое полезное растение, чтобы накормить жителей сельской местности, предмет сельского хозяйства, которым пренебрегают во многих местах Италии; с правилом измельчения каштанов и способом сохранения каштановой муки (Calendario del castagnajo nel quale restano descritte le faccende mensuali del castagnajo. Scritto dal proposto Lastri descrizione utilissima nella quale s’indica l’unico mezzo di far propagare una pianta di tanta utilita per alimentare la gente della campagna, articolo dell’agricoltura in molti luoghi dell’Italia trascurato; con infine la regola per macinar le castagne, e la maniera di conservarne la farina), 1793
- Ветеринарные и земледельческие рецепты, собранные на благо землевладельцев и фермеров Ластри, автором двенадцати календарей, иначе говоря полный курс практического земледелия (Ricette veterinarie e georgiche / raccolte per bene dei proprietari delle terre, e dei contadini dal proposto Lastri autore dei dodici calendarj, ossia Corso completo di agricoltura pratica), 1793